# Wassim Béji
Pour les articles homonymes, voir Béji.
 (novembre 2013).
Wassim Béji (né le 25 février 1977 à Paris) est un producteur de cinéma français.

## Biographie
Il est le neveu du producteur franco-tunisien Tarak Ben Ammar,.
Diplômé de l’IEP de Paris en 2003 et titulaire d'une maîtrise de droit des affaires à l'université Paris I Panthéon Sorbonne, Wassim Béji crée en 2002 la société WY Productions, en association avec Yannick Bolloré.
Après avoir créé et dirigé Direct Cinéma (filiale de Bolloré Média) en 2010, il rachète en 2012 l’ensemble des parts de WY Productions.

## Filmographie
- 2005 : De retour (court-métrage)
- 2006 : Hell de Bruno Chiche
- 2007 : 24 Mesures de Jalil Lespert
- 2011 : The Incident d'Alexandre Courtès
- 2011 : Des vents contraires de Jalil Lespert
- 2012 : Amitiés sincères  de Stéphan Archinard et François Prévôt-Leygonie
- 2014 : Yves Saint Laurent de Jalil Lespert
- 2015 : Un homme idéal de Yann Gozlan
- 2016 : Iris de Jalil Lespert
- 2017 : D'après une histoire vraie de Roman Polanski
- 2020 : Kandisha d'Alexandre Bustillo et Julien Maury
- 2021 : Boîte noire de Yann Gozlan
- 2022 : Le Tourbillon de la vie d'Olivier Treiner
- 2023 : L'Abbé Pierre : Une vie de combats de Frédéric Tellier
- 2025 : Vacances forcées de Stéphan Archinard et François Prévôt-Leygonie

## Sélection et distinctions

### Festival de Cannes
- 2017 : Sélection Officielle, Hors Compétition du film D'après une histoire vraie de Roman Polanski
- 2023 : Sélection Officielle, Hors Compétition du film L'Abbé Pierre : Une vie de combats de Frédéric Tellier